# Dušan Uhrin, Jr
Dušan Uhrin, Jr (11 de outubro de 1967 em Praga) é um ex-futebolista tcheco, que foi treinador do CFR Cluj da Roménia.